# Randy Matson
James Randel (Randy) Matson (5. března 1945 Kilgore) je bývalý americký atlet, olympijský vítěz ve vrhu koulí.
Startoval na olympiádě v Tokiu v roce 1964, kde získal stříbrnou medaili ve vrhu koulí. O rok později zvítězil na univerziádě v Budapešti. Mezi lety 1965 a 1971 startoval v 79 závodech a vyhrál 73 z nich. V roce 1965 vytvořil světový rekord ve vrhu koulí 21,52 m. O dva roky později ho zlepšil na 21,78 m. Ve stejném roce (1967) hodil diskem 65,15 m, což byl výkon jen 7 cm za světovým rekordem.
Zvítězil na olympiádě v Mexiku v roce 1968. Na olympiádu do Mnichova o čtyři roky později se již nekvalifikoval a krátce poté ukončil aktivní kariéru.
Byl mistrem USA ve vrhu koulí v letech 1964, 1966, 1967, 1968, 1970 a 1972.